# HD68161
HD68161 — хімічно пекулярна зоря спектрального класу B8, що має видиму зоряну величину в смузі V приблизно  5,7.
Вона  розташована на відстані близько 869,8 світлових років від Сонця.

## Фізичні характеристики
Телескоп Гіппаркос зареєстрував фотометричну змінність  даної зорі з періодом   17,03 доби в межах від  Hmin= 5,65 до  Hmax= 5,62.